# Ars longa, vita brevis

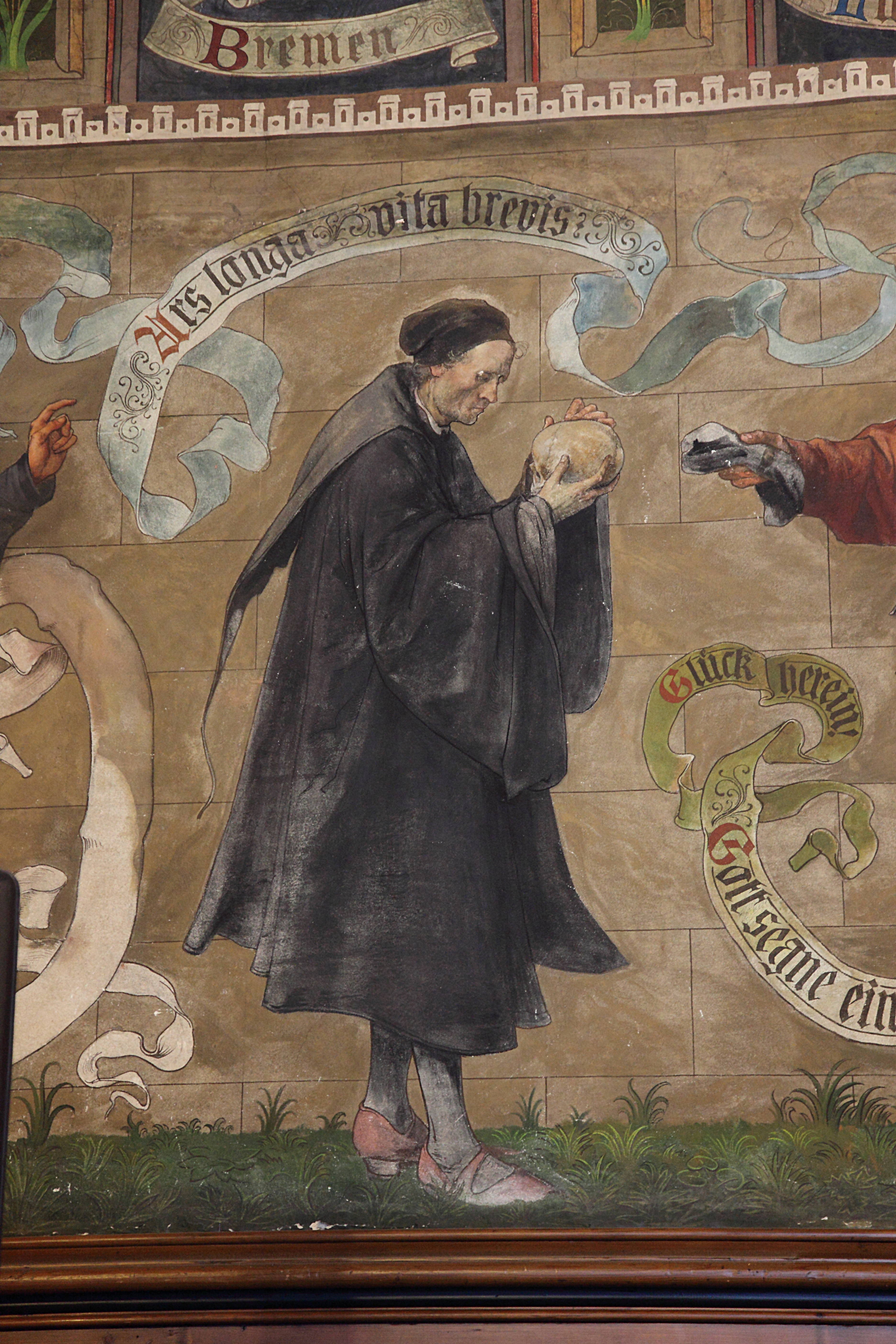
Pictură murală la Primăria Veche din Göttingen, Germania.

Ars longa, vita brevis este o traducere latină a unui aforism care provine inițial din greacă. 
Aforismul citează primele două rânduri ale  Aforismelor de către medicul grec Hippocrate. Traducerea familiară în latină Ars longa, vita brevis inversează ordinea liniilor originale, subliniind impactul de lungă durată al artei asupra conciziei vieții.

## Traduceri
Urmează textul original, o traducere standard în limba latină, și o traducere în limba română din limba greacă.
| Greacă:                                                                                     | |
| :Ὁ βίος βραχύς, ἡ δὲ τέχνη μακρή, ὁ δὲ καιρὸς ὀξύς, ἡ δὲ πεῖρα σφαλερή, ἡ δὲ κρίσις χαλεπή. | Ho bíos brakhús, hē dè tékhnē makrḗ, ho dè kairòs oxús, hē dè peîra sphalerḗ, hē dè krísis khalepḗ.    |
| Latină:                                                                                     | Română:                                                                                                |
| Vīta brevis, ars longa, occāsiō praeceps, experīmentum perīculōsum, iūdicium difficile.     | Viața e scurtă, și arta lungă, oportunitate trecătoare, experimente periculoase, și judecata dificilă. |

## Interpretare
Cea mai comună și semnificativă asociere făcută cu privire la zicală este că "arta" (traducere din greacă veche [ [wikt:τṣṣνη, transliterat: τṣνη]] tékhnē) a însemnat inițial "tehnică, meșteșuguri" (ca în Arta războiului), nu "artă plastică". Hippocrate a fost un medic care a făcut această declarație de deschidere într-un text medical. Liniile care urmează: "Medicul nu trebuie doar să fie pregătit să facă ceea ce este drept el însuși, dar, de asemenea, pentru a face pacientul, însoțitorii, și externi să coopereze" Astfel, într-un limbaj mai simplu "este nevoie de o lungă perioadă de timp pentru a dobândi și perfecționa expertiza cuiva (în, să zicem, medicină) și omul are, doar un timp scurt în care să o facă". Acesta poate fi interpretat ca „în timp ce artiștii mor și sunt uitați, arta durează pentru totdeauna” (în această utilizare, uneori, prestată în ordinea greacă ca „Viața este scurtă, Arta veșnică”), dar se poate referi, de asemenea, la modul în care timpul limitează realizările noastre în viață.